# Esala Masi
Esala Masinisau (Ba, 9 marzo 1974) è un ex calciatore figiano, di ruolo attaccante.

## Carriera

### Club
Ha giocato per molto tempo in Australia, con diverse squadre tra cui Gippsland Falcons (ex Morwell), Wollongong Wolves e Newcastle United.
Nel 2008 tornò in patria per giocare con il Navua F.C. in un torneo chiamato IDC, nel quale partecipano le cinque squadre più importanti delle isole Figi.

### Nazionale
Masi detiene il record sia di gol sia di presenze con la nazionale delle Figi.
Ha fatto il suo debutto con la Nazionale nel 1997 contro la Nuova Zelanda, capitanando la squadra in diverse occasioni.